# 奥马尔·利纳雷斯
奥马尔·利纳雷斯（西班牙語：Omar Linares，1968年10月23日—），古巴男子棒球运动员。他曾代表古巴国家队参加1992年、1996年和2000年夏季奥林匹克运动会棒球比赛，获得二枚金牌和一枚银牌。